# Nagy Park állomás (Szöul)
Nagy Park állomás a szöuli metró 4-es vonalának állomása; Kvacshon (Gwacheon) városában található. Nevét a Szöuli Nagy Parkról kapta.

## Viszonylatok
| 4-es vonal                                      | 4-es vonal                                          | 4-es vonal                                      |
| ----------------------------------------------- | --------------------------------------------------- | ----------------------------------------------- |
| Szöuli Lóversenypálya Tanggoge (Danggogae) felé | Kvacshon (Gwacheon) vonal személy- és expresszvonat | Kvacshon (Gwacheon) Anszan (Ansan) és Oido felé |